# Anaa (atoll)
Pour les articles homonymes, voir Anaa.
Anaa est un atoll situé dans l'archipel des Tuamotu en Polynésie française. Celui-ci est le chef-lieu de la commune d'Anaa.

## Géographie

### Situation
Anaa est situé à 66 km au sud de Faaite, l'atoll le plus proche, et à 78 km au sud de Tahanea, ainsi qu'à 377 km à l'est de Tahiti. C'est un atoll de forme ovale de 28 km de longueur et 7 km de largeurs maximales pour une superficie de 37,7 km2 de terre émergées – constituant, après Rangiroa, la seconde plus grande surface émergée des Tuamotu –, composées de onze principaux petits motus qui bordent un lagon de 90 km2, avec un chenal creusé difficilement praticable et marqué par la présence de feo, des blocs de corail qui émergent à 3 m de hauteur.

### Géologie
D'un point de vue géologique, l'atoll est l'excroissance corallienne (de 105 mètres) du sommet d'un important mont volcanique sous-marin homonyme (la « crête d'Anaa » d'un volume de 11 438 m3), qui mesure 3 415 mètres depuis le plancher océanique, formé il y a environ 52,5 à 59,6 millions d'années.

### Démographie
Le principal village d'Anaa est Tukuhora, situé au Nord-Est de l'atoll et habité par près de cinq cents personnes. Il existait des villages anciens, aujourd'hui quasi-inhabités :
- Temarie (au Nord)
- Otepipi (à l'Ouest)
- Putuahara aussi appelé Mania (au Sud-Ouest)
- Tematahoa (au Sud-Est)
- Tekahora (au Sud)

En 2017, la population totale d'Anaa est de 494 personnes, ; son évolution est la suivante :
| 400                                                     | 426 | 411 | 435 | 463 | 496 | 494 |
| Sources ISPF et Gouvernement de la Polynésie française. |     |     |     |     |     |     |

## Histoire

### Peuplement polynésien
Des séries de fouilles archéologiques ont mis au jour sur Anaa, à proximité des maraes, la présence sur 65 000 m2 d'au moins 315 « fosses de culture » – creusées par des unités familiales de trois à quatre personnes pour atteindre l'humidité latente de la lentille des eaux des précipitations retenues dans le socle corallien où étaient déposés des branchages et des composts – destinées à la culture de différentes variétés de taros dont les tubercules, sources de féculents, étaient récoltés tous les six mois par les Polynésiens ayant peuplé l'atoll.
Vers 1770, les guerriers (dits Parata) de l'atoll d'Anaa entrent en conflit avec ceux de Rangiroa à qui ils infligent une série d'importantes défaites.

### Découverte par les Européens
Anaa aurait été aperçu pour la première fois par Pedro Fernandes de Queirós le 10 février 1606. Cependant c'est l'explorateur français Louis Antoine de Bougainville qui découvre l'atoll avec certitude en 1768. Le navigateur britannique James Cook l'aborde en 8 avril 1769 et le nomme « Chain Island, », puis c'est au tour du navigateur espagnol Domingo de Boenechea de la visiter à deux reprises le 1er novembre 1772 et le 2 novembre 1774 en le nommant « Todos Los Santos », suivi le 4 novembre 1774 par le navigateur espagnol José de Andía y Varela, et enfin Anaa est notifié par le capitaine britannique Frederick William Beechey le 1er avril 1837.

### Période moderne
Au XIXe siècle, Anaa devient un territoire français, le plus peuplé de l'archipel avec environ 1 300 habitants, qui développe une grande production d'huile de coco (d'environ 200 tonneaux par an vers 1860). Anaa était l'une des îles les plus peuplées des Tuamotu, allant jusqu'à 2 000 habitants environ. Cependant, le cyclone du 8 février 1906 fit des dégâts matériels majeurs sur l'atoll qui fut submergé par la houle cyclonique – estimée scientifiquement entre 15 et 19 mètres de hauteur – et provoqua la disparition en mer d'environ une centaine de ses habitants (de 95 à 130 selon les rapports, vivant principalement dans les villages de Tukuhora, Tekahora et Temarie) laissant l'atoll exsangue de nombreuses années.

## Économie

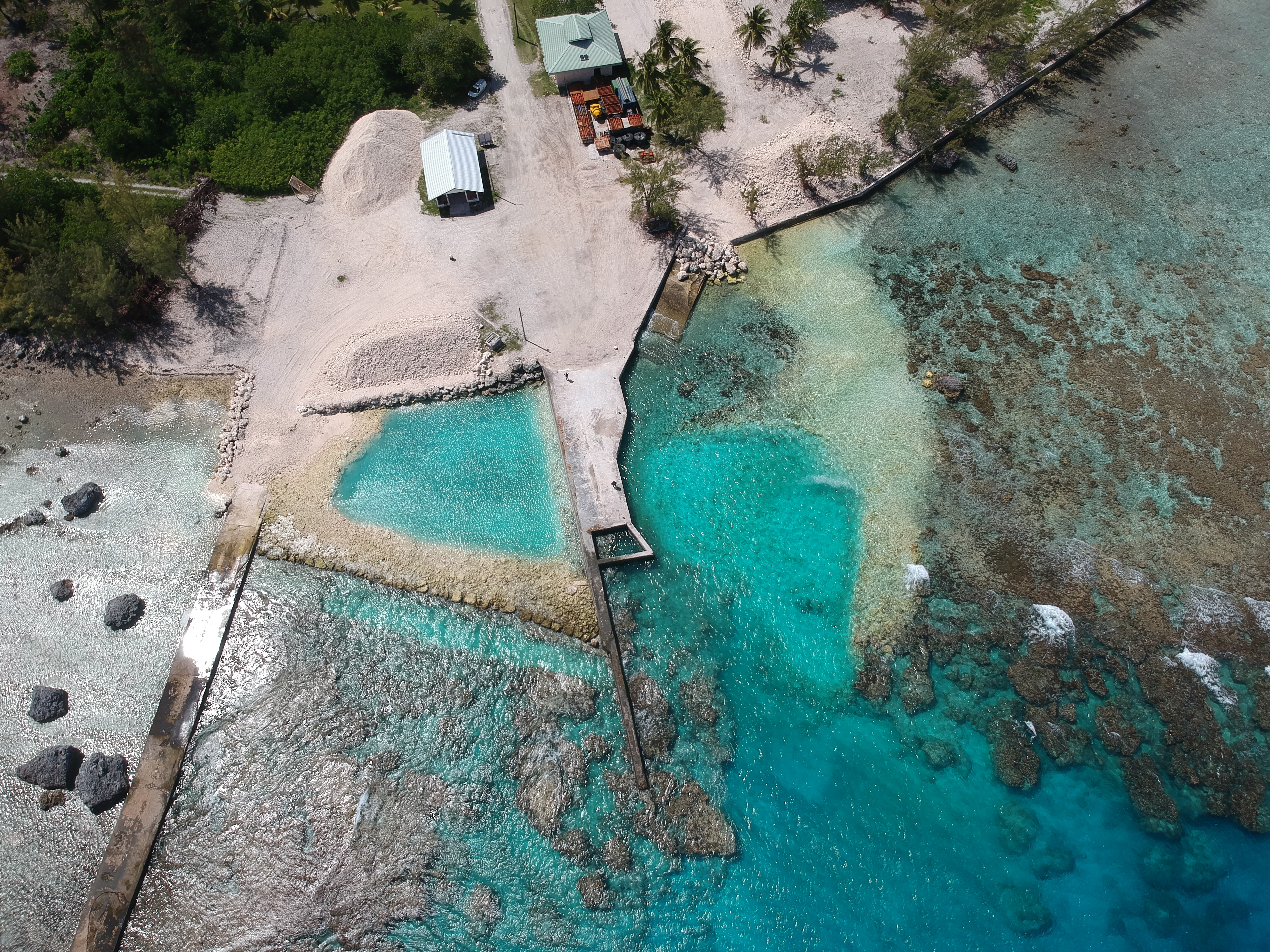
Un débarcadère à Anaa

L'essentiel de l'activité économique de l'atoll est liée à la pêche et à l'aquaculture en parcs à poissons installés dans les hoas ainsi qu'à la production de coprah avec des cocoteraies cultivées sur pratiquement tous les motus.
Anaa possède, près du village principal de Tukuhora, un aérodrome (code AITA : AAA) pourvu d'une piste de 1 400 mètres de longueur. Il accueille, en moyenne, environ 140 vols et 3 500 passagers par an.

## Faune et flore
L'atoll accueille une population endémique de Rousserolles à long bec et son lagon possède des colonies de Cardium fragum.